# 勒皮塞-多雷
勒皮塞-多雷（法語：Le Puiset-Doré，法語發音：[lə pɥizɛ dɔʁe] ⓘ）是法国曼恩-卢瓦尔省的一个旧市镇，属于绍莱区。2015年12月15日，勒皮塞-多雷和相邻的10个市镇合并为新市镇埃夫尔河畔蒙特勒沃（Montrevault-sur-Èvre）。

## 地理
勒皮塞-多雷（47°13'56"N, 1°6'56"W）面积22.62 平方千米，位于法国卢瓦尔河地区大区曼恩-卢瓦尔省，该省份为法国西部内陆省份，大致对应安茹地区，北起顺时针与马耶讷省、萨尔特省、安德尔-卢瓦尔省、维埃纳省、德塞夫勒省、旺代省、大西洋卢瓦尔省和伊勒-维莱讷省接壤。
与勒皮塞-多雷接壤的市镇（或旧市镇、城区）包括：圣克里斯托夫-拉库普里、拉布瓦西耶尔-迪多雷、拉勒莫迪耶尔、拉绍赛尔、勒菲耶夫索万、勒菲莱、热斯泰、莫日地区圣雷米。
勒皮塞-多雷的时区为UTC+01:00、UTC+02:00（夏令时）。

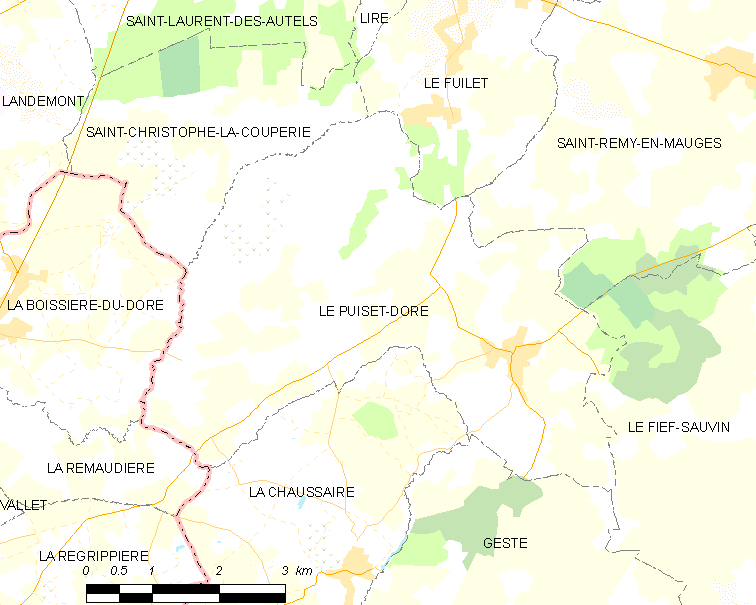
勒皮塞-多雷的OSM定位图

## 行政
勒皮塞-多雷的邮政编码为49600，INSEE市镇编码为49252。

## 政治
勒皮塞-多雷所属的省级选区为莫日地区博普雷欧县。

## 人口

1962-2008年间勒皮塞-多雷人口变化图示

勒皮塞-多雷于2018年1月1日时的人口数量为1182人。